# Мундыбаш (река)
Мундыба́ш — река в России, протекает по Таштагольскому району Кемеровской области. Исток реки располагается в районе горы Мустаг. Длина реки составляет 120 км, площадь водосборного бассейна 2280 км². Устье реки находится в 102 км по правому берегу реки Кондома. 
Высота устья — 240 м над уровнем моря.
Населённые пункты на реке: Мундыбаш, Петухов Лог, Калары (где через реку имеется железнодорожный мост), Чугунаш. Является объектом водного туризма.

## Этимология
Название реки Мундыбаш, имеет тюркское происхождение и дословно переводится с шорского языка как «тут голова».

## Бассейн
- 1 км Тельбес
  - 11 км: Тамала
  - 20 км Большой Таз
    - 12 км: Кундель
      - 5 км: Монастырка
      - 14 км: река без названия

    - 37 км: Средний Меч
    - 47 км: Большой Меч
    - 55 км: Чёрный Таз
    - 58 км: Малый Таз
      - 6 км: Мастакол

  - 31 км: Керс
  - 36 км: Каз
    - 6 км: Восточный Каз
    - 6 км: Средний Каз

  - 44 км: Калтрык
  - 48 км: Азас
- 7 км: Учулен
- 33 км: Чёрный Тенеш
  - 5 км: Красный Тенеш
- 59 км: Анзас
  - 12 км: Туга
  - 21 км: Большой Алзынь
  - 28 км: Илюшка
- 79 км: Базанча (Бол. Базанча)
  - 5 км: Малая Базанча

## Фауна
Ихтиофауна р. Мундыбаш представлена 15 видами рыб: таймень, ленок, хариус, окунь, ёрш, щука, налим, елец, плотва, гольян, пескарь, голец, щиповка, бычок-подкаменщик сибирский, бычок-подкаменщик пестроногий, при этом ленок внесён в Красную книгу РФ, а подкаменщик сибирский — в Красную книгу Кемеровской области.

## Данные водного реестра
По данным государственного водного реестра России относится к Верхнеобскому бассейновому округу, водохозяйственный участок реки — Кондома, речной подбассейн реки — Томь. Речной бассейн реки — (Верхняя) Обь до впадения Иртыша.